# Klaus Fischer (Politiker)
Klaus Fischer (* 27. Juni 1948; Bürger von Gettnau und Triengen) ist ein Schweizer Politiker (CVP).

## Leben
Fischer schloss an der Stiftsschule Engelberg die Matura Typus A ab. Später studierte er Geschichte, Germanistik und Philosophie an den Universitäten Basel (abgeschlossen mit Lizentiat) und Zürich (abgeschlossen mit Gymnasiallehrerdiplom). Von 1977 bis 2005 war er Lehrer am Gymnasium in Oberwil und zudem von 1990 bis 2001 Methodiklehrer am Pädagogischen Institut Basel.
Nach seiner politischen Karriere wurde Fischer als neuer Synodalrat der römisch-katholischen Kirche Verantwortlicher fürs «Personelle».
Fischer wohnt in Hofstetten, ist verheiratet und hat zwei Kinder.

## Politik
Zwischen 1997 und 2005 war Fischer im Kantonsrat von Solothurn, wo er der Bildungs- und Kulturkommission vorstand. Gleichzeitig präsidierte er von 2003 bis 2005 die CVP des Kantons Solothurn. Ausserdem war er von 2001 bis 2005 Gemeindepräsident von Hofstetten-Flüh. Im Jahr 2005 wurde er in den Regierungsrat gewählt und war seither Vorsteher des Departementes für Bildung und Kultur. Im Jahr 2012 kündigte Klaus Fischer an, bei den Regierungsratswahlen 2013 nicht mehr anzutreten.